# Сыт я по горло, до подбородка…
Сыт я по горло, до подбородка —

Даже от песен стал уставать!

Лечь бы на дно, как подводная лодка,

Чтоб не могли — запеленговать!

Друг подавал — мне водку в стакане;

Друг говорил, что это пройдёт…

Друг познакомил — с Веркой по-пьяни:

Мол, Верка

Поможет, а водка —

  спасёт…
Песня Владимира Высоцкого «Сыт я по горло, до подбородка…» (варианты названия — «Подводная лодка», «Лечь на дно», «Лечь бы на дно») — одна из ранних песен поэта. Была написана летом 1965 года. Имела посвящение Игорю Кохановскому, как и написанная в 1968 году песня «Мой друг уехал в Магадан».

## История
По утверждению Марии Раевской, это одно из первых обращений Высоцкого к теме погружения в подводный мир, а также пример редко, но присутствующего в его творчестве мотива эскапизма. Она предполагает, что, возможно, Высоцкому хотелось отвлечься от обступивших его в реальности в тот период проблем, и такое настроение он передал лирическому герою песни. Усложнённым вариантом этой песни, с возвращением к мотиву погружения в пучину, ей видится песня 1977—78 года «Реальней сновидения и бреда…», созданная по мотивам повести Бориса Можаева «Падение лесного короля».
В 1967 году Высоцкий снова обратился к «подводной» теме в одной из своих самых знаменитых песен — «Спасите наши души!».
В повести братьев Стругацких «Гадкие лебеди» (1967) был приведён один из вариантов песни (с согласия автора). Бытует мнение, что именно Владимир Высоцкий и является прототипом главного героя книги (сочинившего, по сюжету, песню), но «этот слух можно считать сильно преувеличенным».

## Первые публикации и издания
- Текст песни был впервые напечатан при жизни поэта, в сборнике «Песни русских бардов» парижского издательства «YMCA-Press» (1977)[6][7].
- 2-я прижизненная публикация — в авторской подборке текстов песен, включённой в состав неподцензурного альманаха «МетрОполь».
- В СССР песня была впервые издана в составе 8-й пластинки «На нейтральной полосе» (февраль-март 1989), входящей в серию «На концертах Владимира Высоцкого».